# Церква святого Онуфрія (Глібів)
Церква святого Онуфрія в Глібові — парафія і храм греко-католицької громади Гримайлівського деканату Бучацької єпархії Української греко-католицької церкви в селі Глібів Чортківського району Тернопільської области.
Оголошена пам'яткою архітектури місцевого значення (охоронний номер 1884).

## Історія церкви
Парафія в селі Глібів існує з серпня 1609 року, коли власником маєтків був граф Войцех Лудзіцький. За переказами, перша дерев'яна дубова церква Воскресіння Господнього була збудована у 1677 році. Її розібрали у 1919 році після освячення нового храму. Біля старої церкви у 1864 році граф Козебродський звів дзвіницю з родинною каплицею на другому поверсі.
Будівництво нової церкви розпочав у 1905 році о. Теодор Корлуба. У 1907 році, після його завершення, храм освятили на честь святого Онуфрія.
У жовтні 1990 року парафія повернулася в лоно УГКЦ.
При парафії діють такі спільноти та братства:
- Братство «Матері Божої Неустанної Помочі» та «Апостольство молитви».
- Спільнота «Матері в молитві» та УМХ.
- Вівтарна дружина.

У селі є каплиці Матері Божої, придорожні хрести, каплиця-усипальниця графів Козебродських та дві фігури Богородиці.

## Парохи
- о. Петро Мацілінський (1832—1842),
- о. Ганкевич (1896),
- о. Розлуцький (1990),
- о. Теодор Корлуба (1903—1921),
- о. Орест Дурбак (1921—1924),
- о. Ковальчук (1934),
- о. Теодор Кутний (1934—1951),
- о. Наговський (1951),
- о. Чорний (1974),
- о. Пісьо,
- о. Ханас,
- о. Новоженець,
- о. Юрій Ковалик,
- о. Ярослав Шкандрей (1991—1993),
- о. Григорій Полоз (1993—2001),
- о. Юрій Яновський (з 2001).